# 이스칸데르 미르자
이스칸데르 알리 미르자(우르두어: اسکندر علی مرزا, 벵골어: ইস্কান্দার আলী মির্জা, 1899년 11월 13일 ~ 1969년 11월 13일)는 파키스탄과 벵골의 장군, 사업가, 공무원이었으며, 파키스탄의 초대 대통령이었다. 1956년 이 자격으로 당선되어 1958년 육군 사령관 아유브 칸에 의해 해임됐다.
미르자는 영국 샌드허스트에 있는 군사대학에 다니기 전에 봄베이 대학교에서 교육을 받았다. 영국령 인도 육군에서 잠시 군 복무를 한 후, 그는 1946년 국방부 합동서기관으로 승진할 때까지 인도 정치부 요원으로서 대부분의 경력을 보냈다. 인도의 분할로 파키스탄이 독립한 후, 미르자는 리아콰트 알리 칸 총리로부터 초대 국방장관으로 임명되었고 1947년 인도와의 첫 전쟁에서 군사적 노력을 감독하는 데 그쳤고, 1948년 발루치스탄주에서 분리주의가 실패로 돌아갔다. 1954년 그는 1952년 대중 언어 운동으로 촉발된 법질서를 통제하기 위해 모하마드 알리 보그라 총리로부터 고향인 동벵골의 주지사로 임명되었으나 1955년 보그라 행정부에서 내무부 장관으로 승진하였다.
말리크 굴람 무함마드 총독을 축출하는 데 결정적인 역할을 한 미르자는 1955년 취임해 1956년 헌법 제1조가 공포되면서 파키스탄 초대 대통령으로 선출됐다. 그러나 그의 대통령직은 불과 2년 만에 4명의 총리를 해임하는 위헌적 민정 개입으로 얼룩졌다. 정치적 지지와 대통령 재선이라는 난관에 봉착한 상황에서, 미르자는 1958년 10월 8일 페로즈 칸 눈 총리가 통치하는 자신의 당 정부에 대해 계엄령을 부과함으로써 놀랍게도 헌법 영장을 정지시켰으며, 1958년 양국간의 상황이 악화되자 그를 해임한 아유브 칸 장군을 통해 이를 시행했다. 미르자는 영국에서 여생을 살다가 1969년 이란에 묻혔다.
그의 유산과 이미지는 파키스탄의 민주주의 약화와 정치적 불안정에 미르자가 책임이 있다고 믿는 일부 역사학자들에게 부정적으로 받아들여지고 있다.

## 대통령직
새로 구성된 선거인단은 1956년 3월 23일 헌법 제1조가 공포되자 만장일치로 미르자를 초대 총장으로 선출했다. 아와미 연맹, 파키스탄 무슬림 연맹, 공화당의 연합이 그의 대통령직을 지지했다.
헌법은 대통령이 의례적인 국가 원수로 재직하는 동안 선출된 총리 아래 집행권이 부여되는 정부 체제를 의회주의로 몰고 간다.
1956년 9월 12일, 그는 공화주의와 보수주의에 대한 의견 불일치로 무슬림 연맹과 직접적인 갈등을 빚었던 공화당의 부통령이 되었다. 미르자의 공화당에 대한 실질적인 압력을 유지할 수 없게 되자 1956년 9월 12일 초드리 무함마드 알리 총리의 사임에 대한 무슬림 연맹의 성공적인 요구를 이끌어냈다.
미르자 대통령은 아와미 연맹을 초청해 공화당과 연정을 맺은 후세인 샤히드 수라와르디를 총리로 임명한 중앙정부 구성을 추진했다.
미르자와 수라와르디가 모두 벵골인 출신이고 서벵골주 출신임에도 불구하고, 두 지도자는 중앙 정부를 운영하는 것에 대한 시각이 매우 달랐고 두 지도자는 잠시 충돌하여 국가의 통합에 해를 끼쳤다. 수라와르디 총리는 원유닛 문제, 국가경제 완화, 수라와르디 행정부에 대한 미르자 대통령의 끊임없는 위헌 개입 등으로 효과적인 통치가 매우 어렵다는 것을 알게 됐다.
미르자 대통령은 수라와르디 총리의 사임을 요구하며 국회 신임동의안을 제출하라는 요구를 거절했다. 미르자 대통령의 해임에 위협을 느낀 수하르디 총리는 1957년 10월 17일 사임서를 제출했고, 그 뒤를 이어 이브라힘 이스마일 춘드리가르가 이어받았지만 불과 두 달 만에 사임할 수밖에 없었다.
미르자 대통령은 국가의 청렴과 주권을 보장하기 위해 시민들을 불신하는 등 의회 정신이 크게 부족했다. 민정에 대한 위헌적 간섭으로 당선된 총리 4명을 2년 만에 해임하는 등 사실상 정부 기능을 할 수 없게 됐다. 그는 마지막 지명으로 아와미 연맹과 무슬림 연맹의 지지를 받아온 페로즈 칸 눈을 제7대 총리로 임명했다.

## 유산
이스칸데르 알리 미르자는 파키스탄 역사학자들로부터 계엄령을 내린다는 비판을 자주 받는다. 역사학자들은 미르자가 파키스탄 국민들에게 "의회 정신이 부족하고, 민주주의 분야의 훈련이 부족하고, 대중들 사이의 낮은 문해율 때문에, 파키스탄에서 민주주의 제도가 번창할 수 없다"고 주장했다고 지적했다. 그는 사법 당국에게 대영 인도 제국 시절 누렸던 것과 같은 권한을 부여해야 한다고 믿었다.
미르자의 정치 이념은 세속주의, 그리고 국가 문제에서 종교적 분리를 강하게 주장하는 국제주의의 이미지를 반영했다. 미르자는 정치인들을 높이 평가한 적이 없었다. 그는 정치인들이 나라를 망치고 있다는 확신으로 잘 알려져 있었다. 그는 실질적이고 책임감 있는 민주주의를 위해 이 나라가 "통제된 민주주의"를 가져야 한다고 느꼈다.
역사학자들은 또한 미르자가 국가 원수로서 국가 정치에서 킹메이커라는 이미지를 구축하면서 권력 정치에서 적극적인 역할을 하도록 이끌었다고 주장했다. 미르자는 정치인들의 약점을 십분 활용해 서로 맞섰고, 우선 공화당을 창당해 이슬람 연맹의 영향력을 상쇄했다.
그가 국가 원수로 4년이라는 짧은 기간 동안 4명의 총리가 바뀌었는데, 그 중 3명이 그의 지명자였고, 유일하게 대중적으로 선출된 벵골 총리가 해임되었다. 따라서 이스칸데르 미르자는 정치에서 파키스탄군의 적극적인 역할을 가져온 불안정성에 대해 광범위한 책임을 지고 있다.
《힌두스탄 타임스》는 2016년 서벵골주 무르시다바드에 있는 그의 가족이 살던 집이 폐허가 됐다고 보도했다.